# دی‌اس‌بی
دی‌اس‌بی (انگلیسی: DSB) شرکت ترابری ریلی دانمارکی است، که در سال ۱۸۸۵ تأسیس شد.